# José Luis Abilleira
José Luis Abilleira Balboa (Madrid, 27 ottobre 1947) è un ex ciclista su strada spagnolo Professionista dal 1969 al 1976, conseguì la vittoria nella classifica scalatori alla Vuelta a España per due anni consecutivi, 1973 e 1974.

## Carriera
Passato professionista nelle file della Pepsi-Cola, ebbe subito modo di vincere conquistando una prova in linea spagnola e aggiudicandosi con la propria formazione il titolo nazionale nella cronometro a squadre.
Nel 1971 partecipò alla sua prima grande corsa a tappe, la Vuelta a España, dove concluse al venticinquesimo posto della classifica finale; colse piazzamenti nelle piccole prove a tappe spagnole, fu infatti terzo nella Vuelta a la Rioja. Nel 1972 concluse al terzo posto il Trofeo Masferrer e secondo sia la Subida a Arrate che la Klasika Primavera per quanto riguarda le corse in linea, e concluse quinto la Setmana Catalana, settimo il Giro di Minorca e nono il Vuelta a Asturias.
Conquistò l'anno successivo la Classifica scalatori alla Vuelta a España e numerosi furono i piazzamenti: campionato spagnolo in linea, Klasika Primavera, Gran Premio Navarra, terzo alla Vuelta a Levante e al Gran Premio de Llodio.
Nel 1974 partecipò al suo primo ed unico Tour de France ma concluse lontano in classifica generale e senza particolari acuti, anche se arrivò terzo nella classifica degli scalatori. Fu inoltre ancora terzo alla Klasika Primavera e alla Vuelta a Levante. Ultimo risultato degno di nota è il terzo posto nel campionato nazionale spagnolo di montagna.

## Palmarès
- 1969

Clásica a los Puertos de Guadarrama
- 1971

1ª tappa Vuelta a la Rioja
- 1972

3ª tappa Vuelta a Menorca
- 1973

3ª tappa Vuelta a Asturias

### Altri successi
- 1969

Campionati spagnoli, Prova a squadre
- 1972

Classifica scalatori Giro del Portogallo
- 1973

Classifica scalatori Vuelta a España
Classifica scalatori Giro del Portogallo
- 1974

Classifica scalatori Vuelta a España
Classifica combinata Vuelta a España

## Piazzamenti

### Grandi Giri
- Tour de France

1974: 60º
- Vuelta a España

1971: 25º
1972: 22º
1973: 15º
1974: 13º
1975: 22º
1975: ritirato (16ª tappa)